# Baie-Orientale
Baie-Orientale (Engels: Orient Bay; oude naam: Baie d’Orléans) is een dorp en strand in het Franse gedeelte van het eiland Sint Maarten. Het bevindt zich ongeveer 7 km ten oosten van de hoofdplaats Marigot. Tot 1986 was het een gehucht, maar het dorp heeft lange witzandstranden, en ontwikkelde zich tot een van de drukste stranden van het eiland. Het zuidwestelijk gedeelte is een naaktstrand. Het zoutmeer Saliens d'Orient bevindt zich ten zuiden van Baie-Orientale en is een beschermd natuurgebied.

## Geschiedenis
Baie-Orientale was een gehucht aan de oostkust van Sint Maarten. In 1986 werd de belastingskortingswet DOM-TOM of Loi Pons aangenomen, hetgeen leidde tot grootschalige bouw van appartementen en hotels door projectontwikkelaars. Het toerisme is voornamelijk gebaseerd op het strand en de oceaan. Het Place de Ville (dorpsplein) bevat restaurants, bars en nachtclubs en is het centrum van het nachtleven in Baie-Orientale. In 2017 werd het gebied getroffen door orkaan Irma die een zware verwoesting aanrichtte.

## Orient Bay Beach
Orient Bay Beach is een twee of drie kilometer lang witzandstrand. De stranden zijn privéstranden met toegangspoorten, maar het grootste gedeelte is vrijelijk toegankelijk. Bikini Beach en Kontiki Beach zijn voor betalende gasten. In het zuidelijk gedeelte bevindt zich Club Orient, en is het enige naturistenoord op de Franse Antillen. Club Orient is vrij toegankelijk, maar was volgens de website in 2021 nog in herbouw na Irma. Orient Bay Beach wordt gebruikt voor watersporten zoals snorkelen, zeilen, waterscooters en deltavliegen.

## Saliens d'Orient
Saliens d'Orient is een zoutmeer ten zuiden van Baie-Orientale. In 1846 werd het gebied in concessie gegeven aan Beauperthuy en produceerde een derde van het zout van het Franse gedeelte van Sint Maarten. In het midden van de 20e eeuw kwam er eind aan de zoutproductie. Het meer wordt veel bezocht door trekvogels. De witbuikreiger en de kleine blauwe reiger die zeldzaam zijn in Sint Maarten komen in het gebied voor. Ook worden er regelmatig visarenden gesignaleerd. Sinds 2006 is Saliens d'Orient beschermd als onderdeel van het natuurgebied Etangs et Mares de Saint-Martin. Sinds 2011 is het een Ramsargebied.

## Galerij

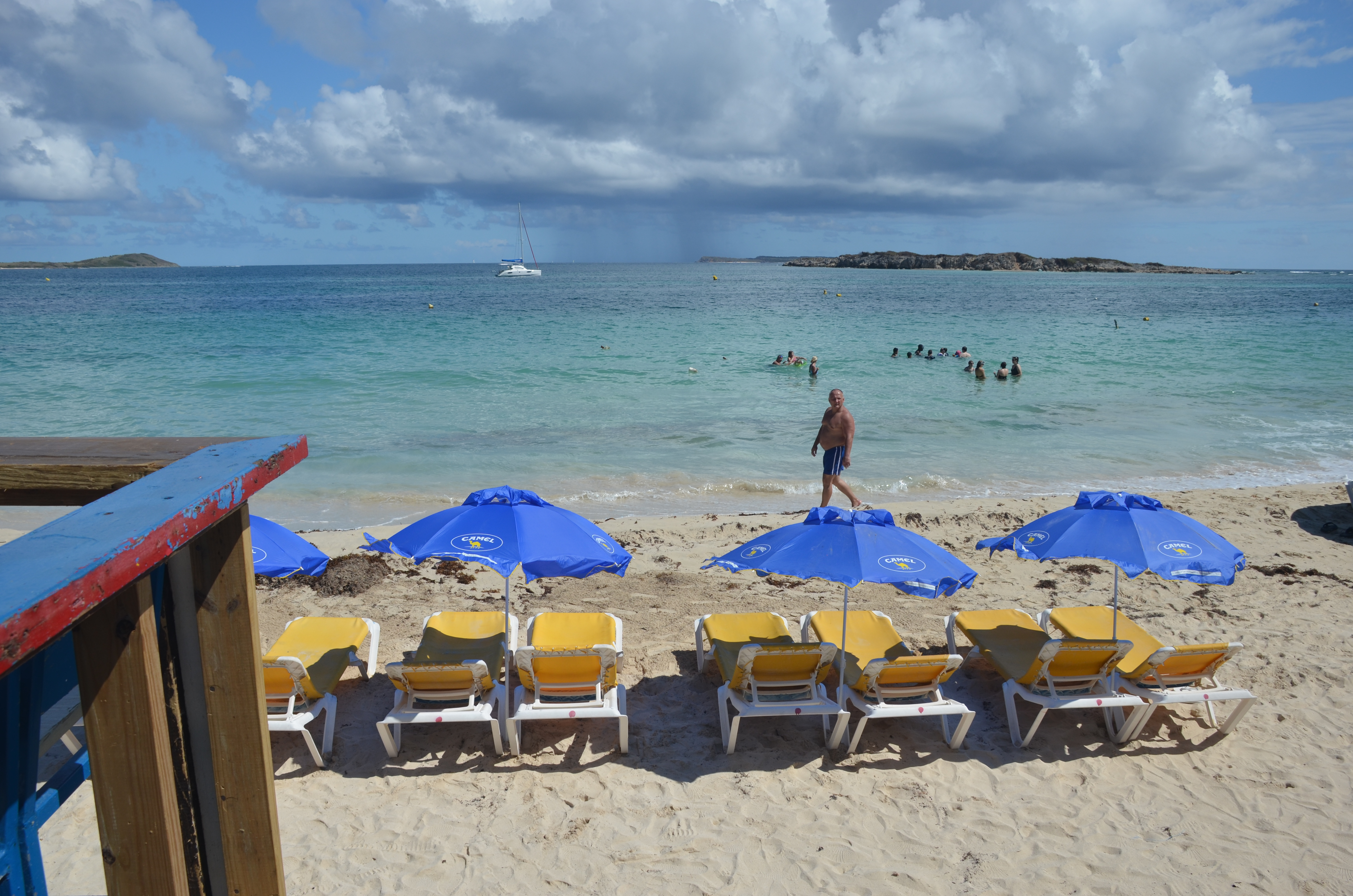
Strandstoeltjes
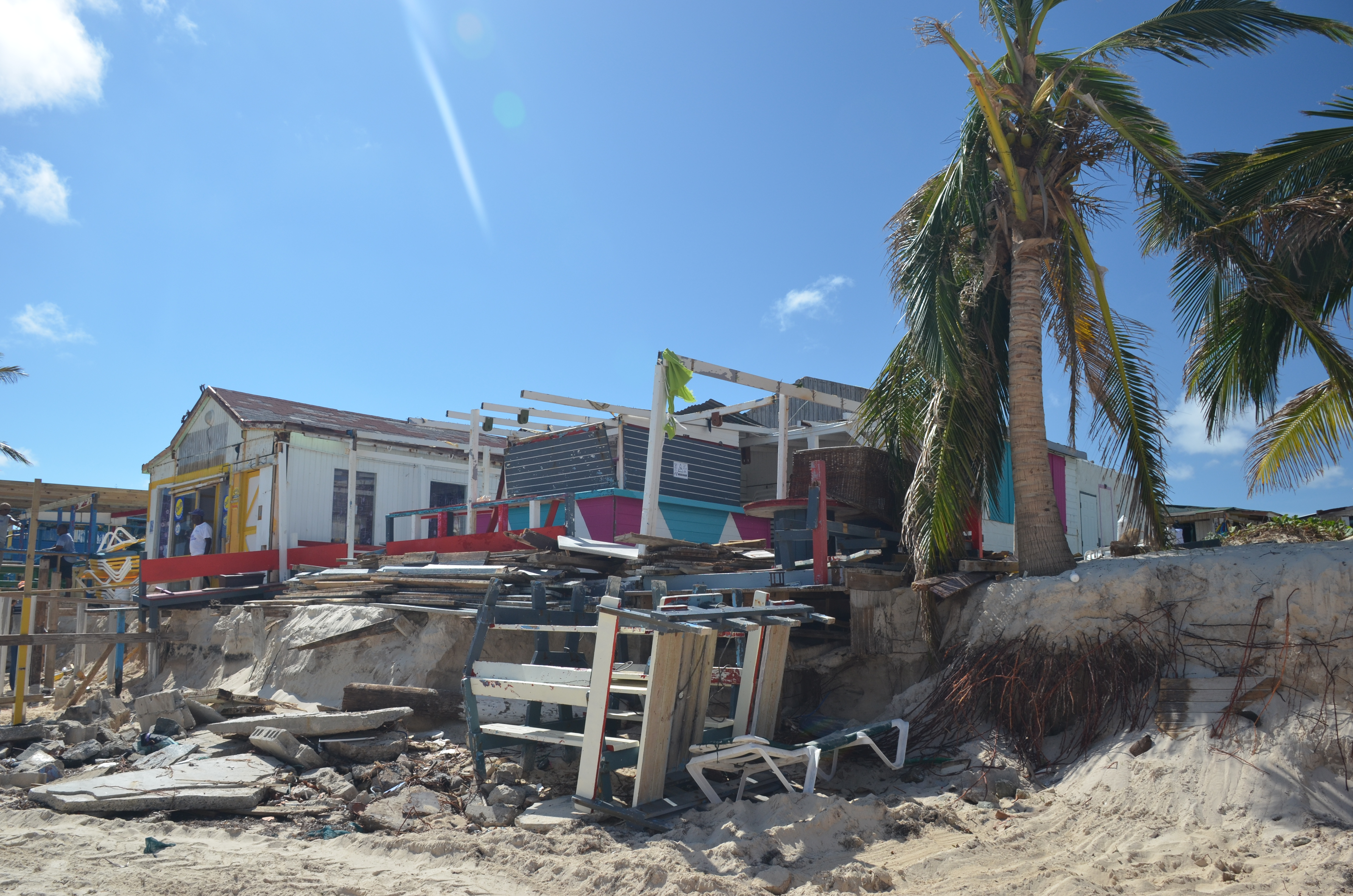
Schade na orkaan Gonzalo (2014)
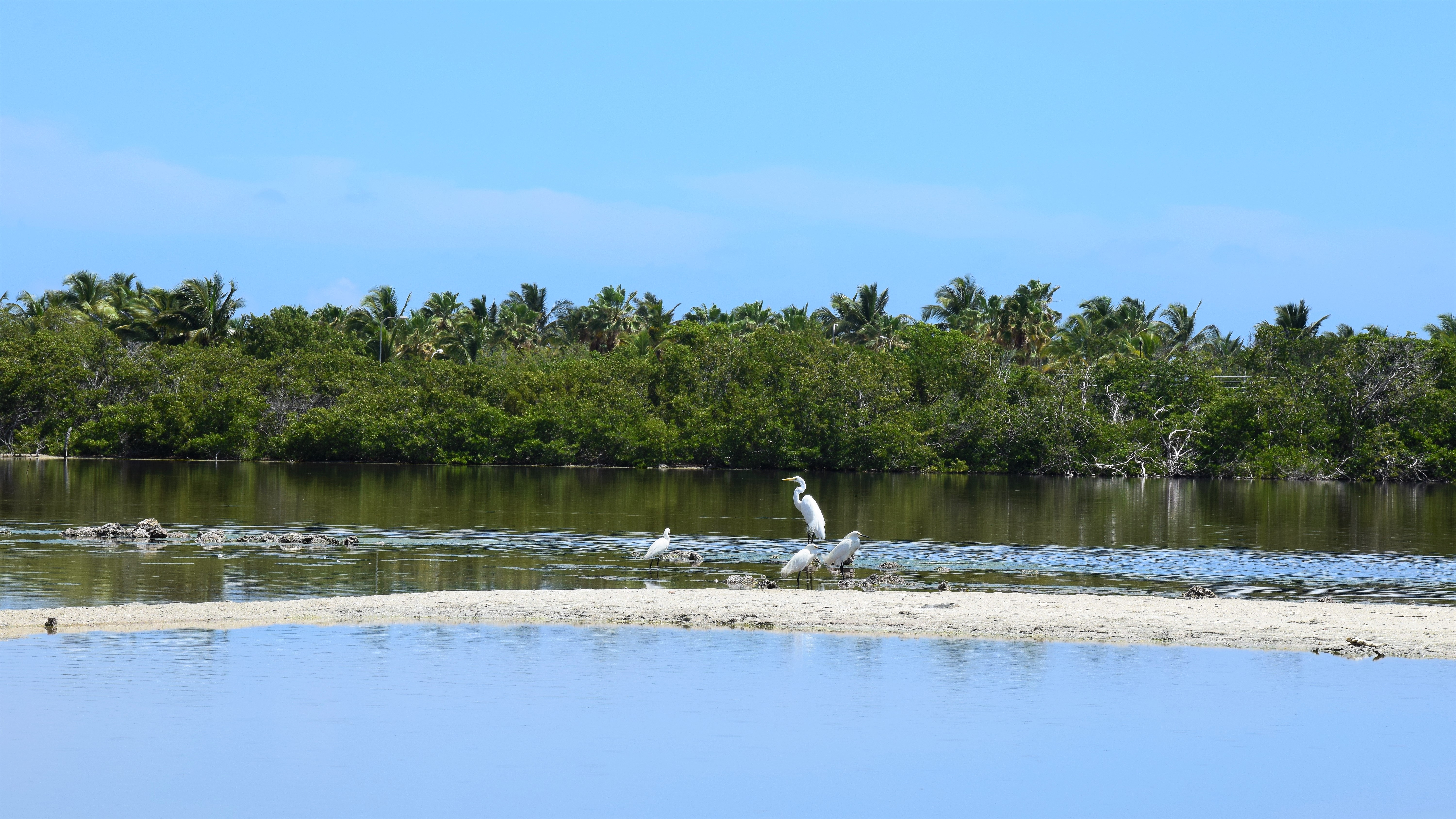
Salines d'Orient
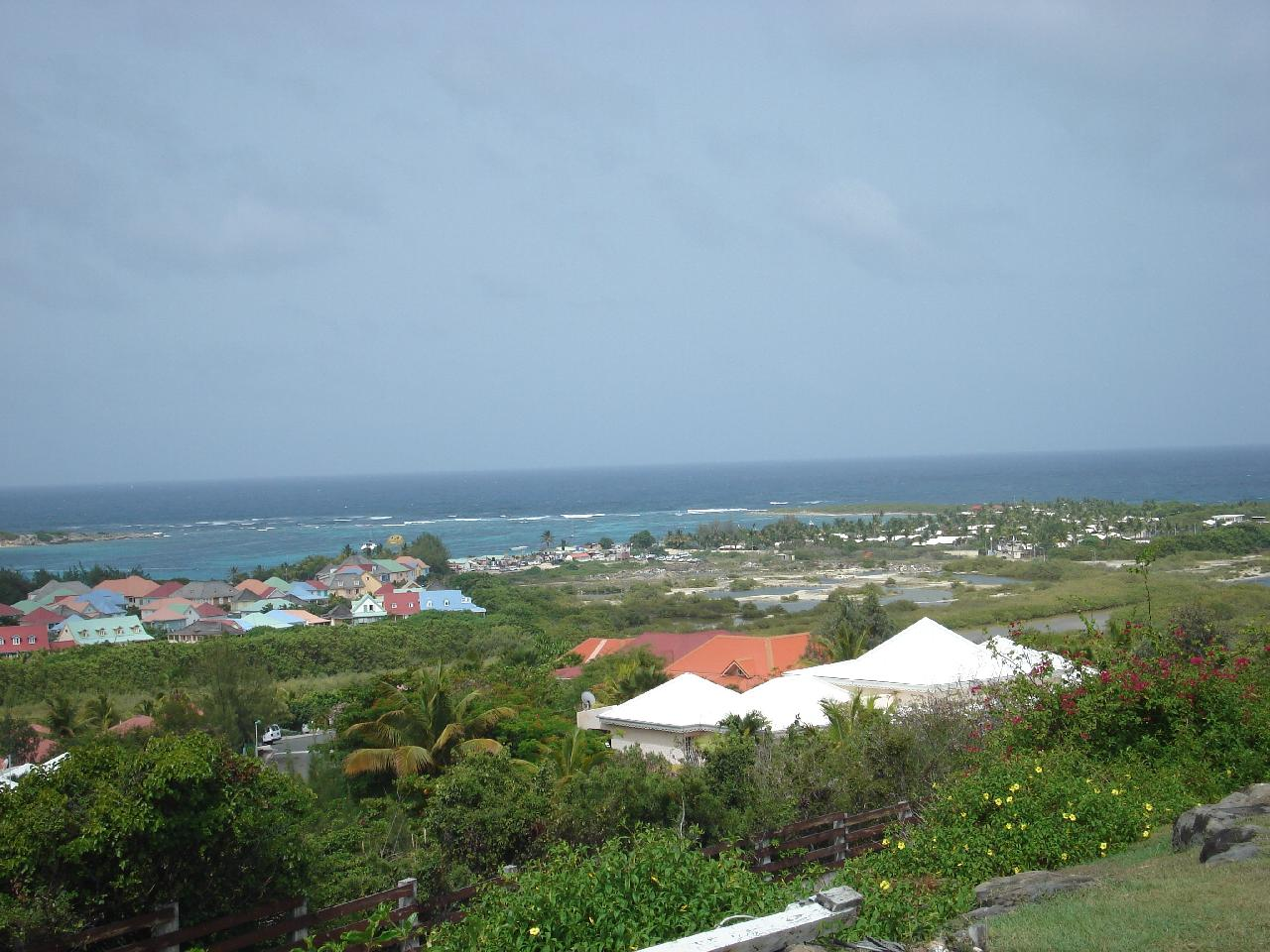
Zicht op Baie Oriental

Anse Marcel · Baie-Orientale · Cul de Sac · Grand Case · Marigot · Oyster Pond · Quartier-d'Orléans · Sandy Ground · Terres-Basses